# 김책공업종합대학 교육자 아파트
김책공업종합대학 교육자 아파트(문화어: 김책공업종합대학 교육자살림집, 영어: Kimchaek University Apartment)는 조선민주주의인민공화국 평양시 중구역에 위치한 마천루이다. 2013년에 1동과 2동이 착공하였고 2014년에 완공되었고 2015년에 3동과 4동이 착공하였고 2016년에 완공하였다.

## 사건 및 사고
- 2015년 5월 29일에 엘리베이터 작동 문제가 발생하였다.[1]

## 같이 보기
- 김책공업종합대학
- 조선민주주의인민공화국의 마천루 목록
- 평양시의 마천루 목록